# Aquile d'attacco
Aquile d'attacco (Iron Eagle II) è un film del 1988 diretto da Sidney J. Furie.

## Trama
Guerra fredda. Due aerei USA entrano in territorio sovietico e uno viene colpito. Poco dopo il pilota superstite viene scelto per una missione congiunta con piloti sovietici per colpire un sito di una nazione nemica (la nazione non è specificata, ma sicuramente è vicina a Israele), dove è in corso la costruzione di un missile atomico. Il protagonista scopre che un pilota russo è uno degli uomini che hanno abbattuto il suo amico e collega e lo aggredisce. Grazie a questo e ad altri problemi la missione rischia di fallire e i due governi (USA e URSS) decidono di colpire il sito con bombe atomiche. Disobbedendo agli ordini, gli uomini delle rispettive missioni decidono di colpire il sito per evitare una tragedia atomica che colpirebbe la popolazione locale.

## Curiosità
- Gli aerei russi che combattono insieme agli F-16 americani, non sono dei veri MiG, ma una versione opportunamente modificata del caccia biposto della McDonnel Douglas F-4 Phantom II, in quanto non è mai stata realizzata una versione monoposto del suddetto cacciabombardiere.
- Inoltre, la strategia d'attacco del team di piloti ricorda molto da vicino quella dei ribelli che in Guerre Stellari devono distruggere la Morte Nera; i piloti dei jet, infatti, devono infilarsi in un canyon (come i piloti degli x-wing dovevano procedere lungo un canale artificiale) per poi colpire un bersaglio estremamente piccolo (la luce di scarico nella stazione delle truppe imperiali, nel film di Lucas).